# 罗德里戈·隆多尼奥

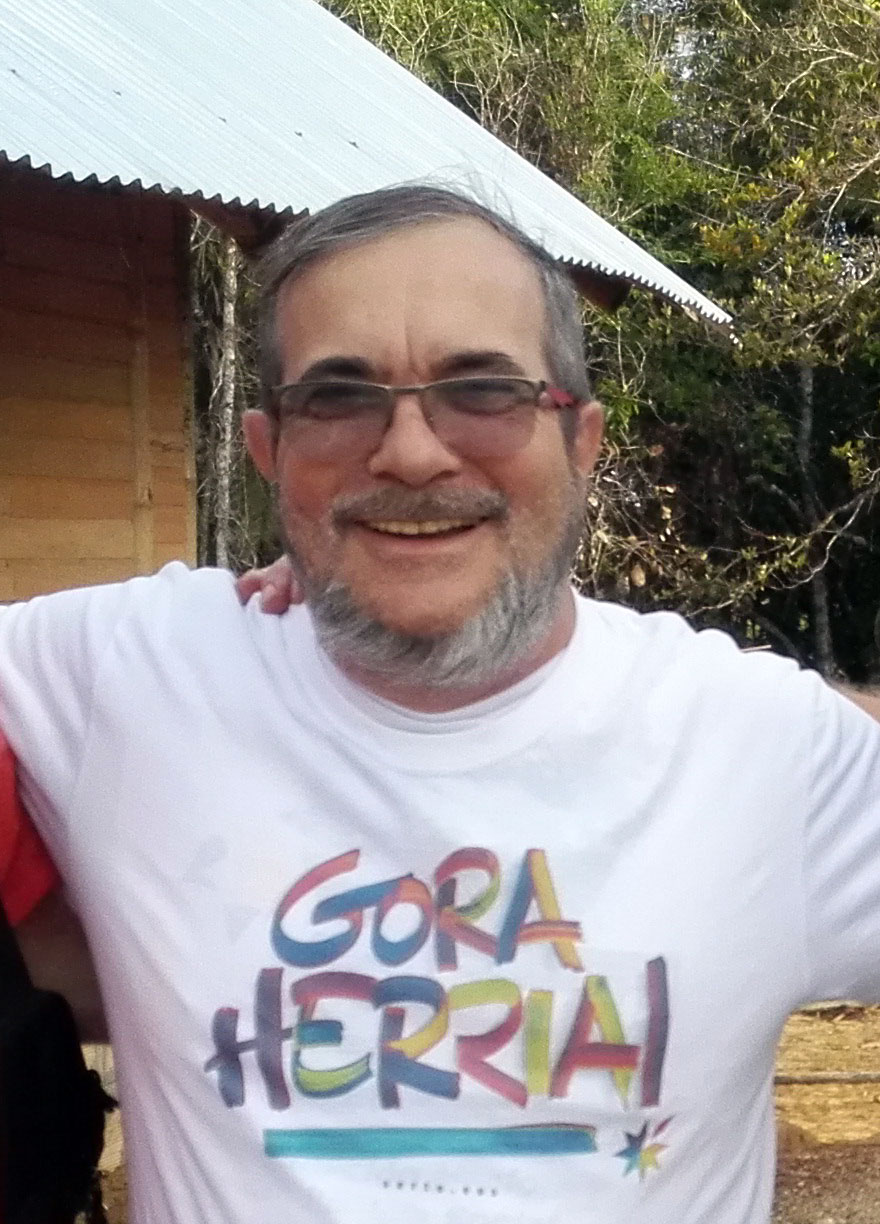
罗德里戈·隆多尼奥

罗德里戈·隆多尼奥·埃切韦里（西班牙語：Rodrigo Londoño Echeverri，1959年1月22日—），参加游击队时使用化名提莫莱昂·希门尼斯（Timoleón Jiménez）和昵称提莫琴科（Timochenko或Timochenco），是哥伦比亚的一个政治家、心脏病专家。出生于金迪奥省卡拉尔卡，曾在苏联帕特里斯·卢蒙巴俄罗斯人民友谊大学学习医学，主修心脏病学。2017年以前，担任哥伦比亚革命武装力量—人民军的最高指挥官。2017年，随着哥伦比亚和平进程的推进，他停止从事游击战，进入主流政治，担任“共同”党的主席至今。